# Derain (cratère)
Pour les articles homonymes, voir Derain (homonymie).
Derain est un cratère d'impact présent sur la surface de Mercure.
Le cratère fut ainsi nommé par l'Union astronomique internationale en 2009 en hommage au peintre français André Derain. 
Son diamètre est de 167 km. Il a donné son nom à la région de Mercure dans laquelle il se situe, le quadrangle de Derain (quadrangle H-10).